# نووی چاریش
نووی چاریش (به لاتین: Novy Charysh) یک منطقهٔ مسکونی در روسیه است که در سرزمین آلتای واقع شده‌است.